# Luis Espinola
Luis Carlos Espinola (n. Asunción, Paraguay; 15 de abril de 1986) es un futbolista paraguayo nacionalizado ecuatoriano. Juega de delantero y su actual equipo es Chacaritas Fútbol Club de la Serie B de Ecuador.

## Clubes
| Club                  | País      | Año         | PJ | Goles |
| --------------------- | --------- | ----------- | -- | ----- |
| Libertad              | Paraguay  | 2004 - 2005 | 25 | 3     |
| 2 de Mayo             | Paraguay  | 2006        | 20 | 10    |
| Tigrillos             | México    | 2006        | 35 | 11    |
| Carabobo FC           | Venezuela | 2007        | 46 | 28    |
| Libertad              | Paraguay  | 2008        | 14 | 1     |
| Aucas                 | Ecuador   | 2008 - 2009 | 54 | 26    |
| Técnico Universitario | Ecuador   | 2010        | 36 | 22    |
| Sporting Cristal      | Perú      | 2011        | 1  | 0     |
| Universidad Católica  | Ecuador   | 2011        | 30 | 10    |
| Deportivo Quevedo     | Ecuador   | 2012 - 2013 | 80 | 27    |
| River Ecuador         | Ecuador   | 2014        | 39 | 16    |
| Alianza Petrolera     | Colombia  | 2015        | 16 | 4     |
| Delfín Sporting Club  | Ecuador   | 2015        | 21 | 8     |
| Fuerza Amarilla SC    | Ecuador   | 2016        | 22 | 4     |
| Caacupé FC            | Paraguay  | 2017        | 0  | 0     |
| Manta FC              | Ecuador   | 2017 - 2018 | 56 | 26    |
| Orense SC             | Ecuador   | 2019 - 2020 | 57 | 19    |
| Rubio Ñu              | Paraguay  | 2021        | 0  | 0     |
| Chacaritas            | Ecuador   | 2022 - act. | 0  | 0     |

## Palmarés

### Campeonatos nacionales
| Título  | Club         | País    | Año  |
| ------- | ------------ | ------- | ---- |
| Serie B | Delfín S. C. | Ecuador | 2015 |
| Serie B | Orense S. C. | Ecuador | 2019 |

### Distinciones individuales
| Distinción                        | Año  |
| --------------------------------- | ---- |
| Goleador de la Serie B de Ecuador | 2012 |